# Deutsche Jungenschaft vom 1. November 1929

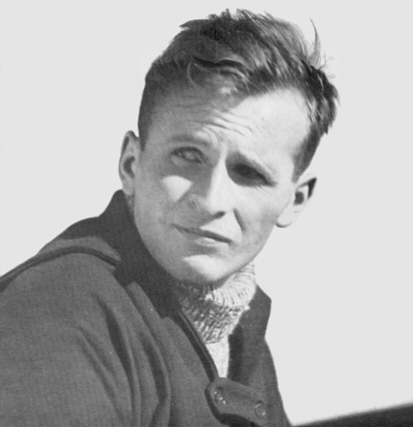
Eberhard Koebel, der Gründer und Führer von dj.1.11, in der von ihm entworfenen Jungenschaftsbluse

Die Deutsche Jungenschaft vom 1. November 1929 bezeichnet einen von Eberhard Koebel, auch bekannt unter seinem Fahrtennamen tusk, gegründeten Jugendbund, der auch als Deutsche Jungenschaft vom 1.11.1929 und Deutsche Autonome Jungenschaft vom 1.11.1929 bezeichnet wird und vor allem unter der Abkürzung dj.1.11 bekannt ist. Koebel lehnte das in der bündischen Jugend verbreitete Lebensbund-Prinzip ab und gründete seinen Bund als reinen Jungenbund. Die Jungenschaften in dieser Tradition sahen und sehen sich nach Wandervogel und bündischer Jugend als dritte Welle der deutschen Jugendbewegung. Viele Historiker zählen sie heute aber zur bündischen Jugend.

## Vorkriegsjungenschaften
Eberhard Koebel gründete am 1. November 1929 die Deutsche Jungenschaft vom 1. 11. 1929 innerhalb der Deutschen Freischar als „Aufstand der Jungen“ gegen das die Freischar prägende Bündische, das den Lebensbund zum Inhalt hatte und somit Älteren großen Einfluss auf die Jungengruppen sicherte.
Koebel prägte mit dj.1.11 einen neuen Stil von Jugendbünden. Er forderte mehr Verbindlichkeit und Engagement von den Mitgliedern und wollte ihnen eindrückliche Erfahrungen vermitteln, indem die Gruppen beispielsweise die extremsten Fahrten und Lager durchführten oder die „heldenhaftesten Jungen und Führer“ hatten. Er regte die Nordland- und Russlandromantik an, die man heute noch in der Bündischen Jugend wiederfindet (insbesondere im Liedgut). dj.1.11 führte außerdem die Kohte, die Jurte und die Jungenschaftsbluse in die bündische Jugend ein.
Wichtig für das Selbstverständnis der Jungenschaft war vor allem der Anspruch, vollkommen unabhängig zu sein. Die Jungen sollten als „Selbsterringende“ handeln, also Neues selbst gestalten, und nicht als „Wiederholende“, also nur bereits Vorhandenes nachmachen. Diesem Selbstverständnis entsprechend richteten sich die Jungenschaften anders als andere Gruppen ihrer Zeit an der Moderne und ihrer Ästhetik aus, vor allem am Bauhaus.
Ab 1932 setzte eine Hinwendung erst einiger, dann einer Vielzahl von Mitgliedern zur politischen Linken ein. Koebel selbst wurde 1932 Mitglied der KPD, gleichzeitig gab er die Führung der Jungenschaft ab. Seine Hinwendung zum Kommunismus wurde nicht widerspruchslos aufgenommen, der Bund schrumpfte auf einige hundert Mitglieder, die „weiße“ Jungentrucht spaltete sich ab.
Neben diesen beiden größeren Bünden entstanden Anfang der 1930er Jahre parallel zu dj.1.11 mehrere kleinere Bünde, die sich ebenfalls als Jungenschaft bezeichneten.

## Kultur
Jungenschaften in der Prägung von dj.1.11 verstehen sich selbst als ein Milieu, das durch die in den Jungenschaftsgruppen (Horten) gepflegte Kultur stark geprägt wird. Da diese Kultur für die Beschreibung von Jungenschaften von zentraler Bedeutung ist, wird sie hier am konkreten Beispiel des zentralen jungenschaftlichen Bundes dj.1.11 kurz dargestellt.
Ein zentrales Ritual von dj.1.11. war die Fahnenwache, ein meditatives Stehen vor der aufgespannten Fahne. Typisch für dj.1.11 war auch das Einstudieren von Sprechchören. Das Stockfechten wurde als Übungsfeld der Selbstdisziplin verstanden. Banjo und Balalaika fanden über die Jungenschaft Einzug in die Jugendbewegung. Eine Besonderheit war auch das Einstudieren von Chorsätzen (besonders solchen russischen Ursprungs), wodurch die Disziplin und Gemeinschaft in den Gruppen betont werden sollte. Der szenische Tanz mit ausgefeilten Choreografien war ein fester Bestandteil von Festen und Lagern. Es gab – für Jugendgruppen der damaligen Zeit eine Ausnahmeerscheinung – Ansätze für filmische Produktionen. In der Fotografie ließen die Jungenschafter sich vor allem von den modernen russischen Fotografen inspirieren. Angeregt vom Bauhaus wurde das Prinzip der Kleinschreibung verfolgt. Nach 1932 setzten sich viele Jungenschaftshorten angeregt durch Koebels Monatsschrift „Die Kiefer“ intensiv mit asiatischer Philosophie und kultureller Praxis auseinander. In dieser Auseinandersetzung ist eine der Wurzeln des jungenschaftlichen Jugendwiderstandes gegen die Nationalsozialisten zu sehen.
Die Kluft von dj.1.11. waren die blaue Jungenschaftsbluse, eine Kordel (die Farbe bezeichnete die Funktion, beispielsweise Hortenführer) und Tuchhosen. Als Bundeszeichen wurde ein Koppelschloss mit dem Wappen der Jungenschaft eingeführt. Das Wappen zeigt einen Falken über drei Wellen, ein weiteres Symbol der Jungenschaft war die Kirschblüte. Spätere Jungenschaften haben diese Kluft zumindest teilweise übernommen, beispielsweise die deutsche jungenschaft. Einige von ihnen, wie die Ordensjungenschaft, sind hier neue Wege gegangen.
Noch in den frühen 1930er Jahren erreichten die kulturellen Ideen von dj.1.11 ein größeres Publikum in der Bündischen Jugend, da dj.1.11 selbst umfangreich publizierte und durch Eberhard Koebel und einige weitere führende Mitglieder in den Redaktionen verschiedener „überbündischer“ Zeitschriften vertreten war. Als wichtigste davon sind Das Lagerfeuer, Der Eisbrecher und Die Kiefer zu nennen.

## Illegalität
Das aufkommende Dritte Reich mit seinem Absolutheitsanspruch in der Jugendarbeit stellte die Fortexistenz der unabhängigen Jungenbünde in Frage. Anders als andere Bünde schloss sich dj.1.11 nicht der kurzlebigen bündischen Sammelgruppierung Großdeutscher Bund an. Stattdessen versuchte dj.1.11 im Frühjahr 1933, sich mit der Reichsjugendführung (RJF) zu arrangieren und mit dem Jungvolk der Hitler-Jugend zu kooperieren, um innerhalb dieser Strukturen die Fortexistenz jungenschaftlichen Lebens zu ermöglichen. So schlug Jochen Hene, damals Bundesführer, der RJF vor, einen 1000-Mann-Jungenschaftsbund innerhalb des Jungvolks zu bilden bzw. die Jungenschaftsgruppen darin autonom mit ihren eigenen Abzeichen zu dulden. Nachdem bereits zu Beginn des Jahres 1933 z. B. in Ludwigsburg dj.1.11-Horten daraus aus- und in die Hitler-Jugend eingetreten waren, erfolgten im Laufe des Jahres – von tusk sogar aufgefordert – Übertritte in das Jungvolk; örtlich wurde dieses von dj.1.11 dominiert. Doch die anfänglichen Erfolge waren nicht von Dauer: Jungenschafter, die ihren Idealen treu blieben, wurden vor allem nach der Verhaftung tusks verhört, einzelne vorübergehend festgenommen. Auch Hausdurchsuchungen fanden statt, die Betroffenen wurden aus dem Jungvolk herausgedrängt oder verließen es freiwillig.
Koebel selbst wurde am 18. Januar 1934 in Stuttgart von der Gestapo verhaftet und nach Berlin in das Columbia-Haus gebracht. Am 20. Februar 1934 wurde er nach einem Suizidversuch wieder aus der Haft entlassen. Die genauen Haftgründe sind bisher nicht bekannt, belegt sind allerdings die schon 1932 mit Koebels Wendung zum Kommunismus begonnene polizeiliche Überwachung von dj.1.11 und eine von Koebel bei seiner Haftentlassung unterzeichnete Verpflichtung, weitere Einflussnahmeversuche auf die Hitler-Jugend zu unterlassen. Koebel emigrierte im Sommer 1934 über Schweden nach Großbritannien.
Nachdem die Jungenschaft als feste Organisation nicht mehr existieren konnte, wurde in der Zeitung Die Kiefer und in Koebels Buch Die Heldenfibel der erfolgreiche Versuch unternommen, die Fortexistenz von dj.1.11 als Gesinnungsgemeinschaft, als „geistiger Orden“, zu ermöglichen. Zeitschrift und Buch erschienen im Verlag Günther Wolff in Plauen.
Nach 1933 nahm die Breitenwirkung der autonomen Jungenschaft stark zu. Angehörige anderer Bünde übernahmen Stilformen, Überzeugungen und Verhaltensweisen von dj.1.11. Neben dem Nerother Wandervogel war es vor allem der Einfluss von dj.1.11, die den Staat die Gruppen, die die verbotene Bündische Jugend fortführten, als die gefährlichsten politisch-oppositionellen Gegner ansehen ließ.
Eine Vielzahl von Jungenschaftsgruppen existierte trotz mehrfacher Verbote fort, wobei ein Großteil der Angehörigen der unter den Begriff dj.1.11 zu subsumierenden Gruppen aus anderen, nun verbotenen Bünden kam. Trotz in Anzahl und Intensität im Laufe der Zeit zunehmender Übergriffe durch die HJ und die Staatsgewalt gingen diese Jungenschaftshorten weiter auf Fahrt, trafen sich soweit möglich zu Gruppenstunden und pflegten ihre Kultur.
Viele dieser Gruppen versuchten in einer frühen Phase des Dritten Reiches vor allem ihre Fortexistenz zu sichern. Im Zuge der Erfahrungen mit dem NS-Staat sind manche Gruppen auch zum aktiven Widerstand übergegangen: In mehreren Städten wurden, im Verein mit anderen Gruppierungen, HJ-Angehörige überfallen, teilweise gab es regelrechte Straßenschlachten mit der HJ. An einigen Orten ging der Widerstand so weit, dass Menschen außer Landes geschmuggelt wurden und vor allem während des Krieges Sabotageakte vollzogen wurden. Kontakte wurden zu verschiedenen Widerstandskreisen im In- und Ausland gepflegt, unter anderem zu Karl Otto Paetel in Paris.
Wegen ihrer Beteiligung am aktiven Widerstand wurden mehrere von dj.1.11 geprägte Angehörige von Widerstandsgruppen hingerichtet, darunter Hans Scholl (ursprünglich dj.1.11 Ulm – Trabanten), Willi Graf (ursprünglich Deutschmeister-Jungenschaft) – allerdings nicht im Zusammenhang mit ihrer Jungenschaftszugehörigkeit – und Helle Hirsch (ursprünglich dj.1.11 Stuttgart – Horte Helmut Haug, schnipp). Andere saßen in Konzentrationslagern und Zuchthäusern ein oder fanden während des Krieges in so genannten Bewährungseinheiten den Tod.
dj.1.11 wurde als die „wohl wichtigste Gruppe für die Herausbildung des bündischen Gegenmilieus“ beschrieben. Einige ehemalige Angehörige von Jungenschaftsgruppen wandten sich jedoch dem Nationalsozialismus zu.

## Nachkriegsjungenschaften
Nach einer Verhaftungsaktion 1937/38 brach der Kontakt der noch in Deutschland bestehenden genuinen dj.1.11-Gruppen bzw. ehemaligen -Angehörigen zu Eberhard Koebel in Großbritannien ab. Dennoch verfolgte die Gestapo alles, was sich irgendwie unter dj.1.11 einordnen ließ. Nach Kriegs- und NS-Ende wurden von ehemaligen dj.1.11-Mitgliedern in verschiedenen Städten (z. B. Köln, Minden, Wuppertal, Kiel und Ludwigsburg) wieder Gruppen ins Leben gerufen. Ein Beispiel hierfür ist die von Michael Jovy in Köln wiedergegründete Gruppe. Michael Jovy wurde während der Illegalität zu sechs Jahren Zuchthaus verurteilt wegen Fortführung der bündischen Jugend, seine Gruppe war auch nach dem Krieg gegen jegliche Fortführung der Hitler-Jugend ausgerichtet.
Eine dieser Neugründungen war die 1946 von Walter Scherf (Fahrtenname tejo) gegründete Göttinger Jungenschaft. Wie bei vielen Neugründungen bestand diese hauptsächlich aus ehemaligen Angehörigen des Jungvolks, was über sehr lange Zeit zu einer Ablehnung dieser Gruppierungen durch Jungenschaftskreise führte, die Wurzeln im jungenschaftlichen Widerstand gegen die Nationalsozialisten hatten.
1946 vereinigten sich einige dieser Gruppen – hier Horten genannt –  (Bremen, Göttingen, Hildesheim, Lüneburg, Verden/Aller, Wolfenbüttel und Hannover) zur Deutschen Jungenschaft. Zum Jahreswechsel 1948/1949 wurde Walter Scherf zum Bundesführer gewählt. Bereits Mitte 1949 zog er sich allerdings zurück. Der Bund wurde von Michael Jovy, Hans-Jochen Zenker und Gerhard Rasche weitergeführt. 1951 gründete Klaus-Jürgen Citron aus der Deutschen Jungenschaft heraus die Neue Deutsche Jungenschaft, diese Neugründung wurde allerdings von den meisten Führern der Deutschen Jungenschaft nicht unterstützt und bestand nicht lange. 1951 ließen Jovy, Zenker und Rasche daraufhin den Namen deutsche jungenschaft als Verein eintragen um den Namen zu schützen. 1954 gehörten zum neu gegründeten Südkreis der Deutschen Jungenschaft, geleitet von Hanno Trurnit-Berkenhoff, u. a. Horten in München, Erlangen, Göppingen und Ettenheim. 
1951 fanden sich Horten aus Ludwigsburg, Stuttgart, Göppingen, Esslingen, Plochingen und Winterbach in der Jungenschaft Schwaben zusammen, geleitet von Hermann Siefert (Teja). Sie ging später in der Jungenschaft der Burg (mit Sitz auf der Burg Waldeck im Hunsrück) auf.
Von Johannes Ernst Seiffert wurde 1953 der dj.1.11-Bund gegründet, der als ein „orthodoxer“ Erbe von Koebels dj.1.11 gilt und sich deutlich mehr als andere Jungenschaften auf tusks Formen und Inhalte, insbesondere auf die Vorstellungswelt von Koebels „Heldenfibel“, ausrichtete.
Außerdem existierten als Neugründungen bzw. als Fortführung alter Gruppen autonome Horten und Hortenringe wie das am 1. November 1959 gegründete Kartell deutscher Jungenschaften und der dj.1.11-hortenring im Rhein/Ruhr-Gebiet (1963 dem dj.1.11-Bund beigetreten).
Der eher der Deutschen Freischar vor 1933 als der Vorkriegsjungenschaft ähnliche Bund deutscher Jungenschaften – BdJ entstand 1960 aus der Jungentrucht und der Jungenschaft im Bund (die aus Teilen der Deutschen Freischar, der Gefährtenschaft und der Neuen Deutschen Jungenschaft bestand und sich bereits 1954 gegründet hatte). Der BdJ verstand sich als ein gegenwartsbezogener und vielseitiger Bund und entfaltete, besonders im Zuge des Meißnerlagers 1963, großen überbündischen Einfluss. Fünf Mitglieder der Münchner Horte des BdJ schrieben als – wenngleich unfreiwilliger – Auslöser der Schwabinger Krawalle mit ihren russischen Fahrtenliedern Münchner Stadtgeschichte.
Der BdJ öffnete sich Mädchen und Erwachsenen bis hin zu gemischten Gruppen. Auch in Gruppen des dj.1.11-Bundes gab es Mädchen, alle anderen Nachkriegsjungenschaften behielten die Idee des reinen Jungenbundes bei.
In den 1950er und 1960er Jahren kam es insbesondere in Südwestdeutschland zur Gründung von jungenschaftlichen Gruppen im Rahmen evangelischer Gemeindearbeit. Die größte Bedeutung unter ihnen erreichte 1958 die deutsche evangelische jungenschaft (d. e. j.; auch d. e. j. 58) mit Schwerpunkt in Nordbaden, die bis in die 1970er Jahre existierte.

## Gegenwart
Heute gibt es immer noch einige, zahlenmäßig nicht sehr starke, Jungenschaftsbünde, die sich in unterschiedlichem Ausmaße in der Nachfolge von dj.1.11 sehen. Die Jungenschaften betonen vor allem das Ziel des „Selbsterringens“, das Koebel im „Gespannten Bogen“ programmatisch formuliert hatte. Heutige Gruppen legen in einem unterschiedlichen Maß Wert auf Aspekte vergangener jungenschaftlicher Vorstellungen: Während sich die 1990 gegründete deutsche jungenschaft (bis 1996 mit dem Namenszusatz Neubund) in ihrem Erscheinungsbild stark der Vorkriegs-dj.1.11 annäherte und gedanklich mehr an die Ansätze der Nachkriegsjungenschaft von Michael Jovy und Walter Scherf anknüpfte, betonte die Ordensjungenschaft besonders eine modernisierte Fassung des von dj.1.11 propagierten Ordensgedankens. Die graue jungenschaft versucht eine Symbiose aus Jungenschaftsgedanken und Grauem Corps zu bilden. Wieder andere Gruppen wie die Freie Jungenschaft betonten in besonderem Maße linkes politisches Handeln, das unter anderem seinen Ausdruck in der Besetzung einer Ölplattform im Wattenmeer fand.
In einigen Bünden, wie zum Beispiel der Deutschen Freischar, dem Deutschen Pfadfinderbund oder dem Pfadfinderbund Kreuzfahrer wird der Begriff Jungenschaft als Bezeichnung für Gruppen oder Altersstufen verwendet.
Auch in der kirchlichen, vorwiegend der evangelischen Jugendarbeit und im CVJM hat sich der Begriff der Jungenschaft für Jungengruppen erhalten. Allerdings haben diese Gruppen größtenteils andere Wurzeln als dj.1.11. Daneben gibt es einige christliche (meist evangelische) Jungenschaften, die sich selbst durchaus in der Tradition der dj.1.11 sehen. Allerdings wird von Kritikern eingeworfen, dass eine konfessionelle Bindung mit dem Autonomieideal von dj.1.11 nicht in Einklang zu bringen sei.
Im Juni 1988 trafen sich in Minden ehemalige Angehörige einiger Nachkriegsjungenschaften wie der deutschen jungenschaft e.v. und des Bundes deutscher Jungenschaften und beschlossen einen offenen bündischen Älterenkreis zu gründen, den mindener kreis. Seitdem lädt der mindener kreis jedes Jahr im Juni zu einem offenen Treffen an unterschiedlichen Orten ein. Der mindener kreis arbeitet eng mit dem Archiv der deutschen Jugendbewegung auf Burg Ludwigstein zusammen, in dem sich auch ein Teil des Nachlasses von Eberhard Koebel befindet.

## Bekannte Mitglieder

### dj.1.11. bzw. aus ihr hervorgegangene Bünde
- Ernst Albrecht
- Stephan Buchkremer
- Paulus Buscher
- Gottfried Dietze
- Fritz Stelzer
- Heinrich Graf von Einsiedel
- Rolf Gekeler (Gockel)
- Karl-Heinz Gerstner[16]
- Willi Graf
- Helle Hirsch
- Rolf Italiaander
- Michael Jovy (mike)
- Klaus Kinski
- Eberhard Koebel (tusk)
- Helmut Koopmann (Pid)
- Hein & Oss Kröher
- Egon Kuhn
- Peter Lampasiak (Lampi)
- Gunter Martens (Gun)
- Oswald zu Münster
- Walter Reuter
- Peter Rohland
- Johannes Ernst Seiffert
- Walter Scherf (tejo)
- Felix Schmidt
- Julius H. Schoeps
- Hans Scholl
- Erich Scholz (olka)
- Harro Schulze-Boysen
- Hermann Siefert (Teja)
- Hanno Trurnit-Berkenhoff
- Bernhard Wicki
- Friedrich Wolf

### Konfessionelle Jungenschaften
- Lothar Späth[17]

### Zur Geschichte der Jungenschaftsbewegung
- Hortenchronik von dj.1.11 schleswig – zur Nachkriegsjungenschaft
- dj.1.11 – zum Milieu der Nachkriegsjungenschaften
- Jugend in Deutschland 1918 bis 1945: dj. 1.11 (NS-Dokumentationszentrum der Stadt Köln)

### Heutige autonome Jungenschaftsgruppen
- graue jungenschaft

### Konfessionelle Jungenschaftsgruppen
- Jungenschaft Württemberg im CVJM und ev. Jugendwerk
- Das Herz an der Angel – Die Geschichte der Jungenschaft in Württemberg
- christliche jungenschaft wiesbaden e.v. „die kreuzfahrer“
- evangelische jungenschaft Tyrker
- evangelische jungenschaft wedding
- Evangelische Jungenschaft Pegasus
- Evangelische Jungenschaft Horte